# شيلي يحيموفيتش
شيلي يحيموفيتش (بالعبرية: של‏) (ولدت في 28 مارس 1960) عضو في الكنيست الإسرائيلي ورئيسة حزب العمل الإسرائيلي سابقا وزعيمة المعارضة سابقا، عملت كاتبة وصحافية ومقدمة برامج في الإذاعة والتلفزيون حتى دخولها المعترك السياسي.
ولدت يحيموفيتش في بلدة كفار سابا لحنا وموشي، وهما بولنديين نجيا من المحرقة. ترعرعت في طفولتها في رمات هاشرون، وكان والدها عاملاً في مجال البناء. في الصف التاسع تم فصلها من ثانوية «اوستروفسكي» في أعقاب تعليقها يافطات احتجاج في المدرسة ضد الإدارة، وانتقلت للمدرسة الخاصة «هداسيم»، ثم خدمت في الجيش الإسرائيلي وحصلت على رتبة ضابط، وبعد إنهاء خدمتها العسكرية، حصلت على الدرجة الجامعية الأولى في علم السلوكيات (علم النفس وعلم الاجتماع والأنثروبولوجيا) من جامعة بن غوريون في النقب. وخلال دراستها أصبحت ناشطة في العمل في فرع جمعية حقوق المواطن في بئر السبع.
تعيش يحيموفيتش في تل أبيب، وهي مطلقة وأم لولد وبنت.

## السيرة المهنية كصحافية
بدأت يحيموفيتش مسيرتها المهنية في الصحافة خلال دراستها في بئر السبع، حيث كانت تكتب في صحيفة «عل همشمار» في منطقة الجنوب، ثم عملت مراسلة في محطة «ريشت بيت» الإذاعية التابعة لصوت إسرائيل في الجنوب، ومن هناك استمرت في عملها مراسلة رفيعة المستوى في مجالات العمل الإذاعي الاقتصادي والسياسي. في عام 1993 بدأت بتقديم برنامجها الذي لقي رواجاً في «ريشت بيت» وكان اسم البرنامج «كله كلام»، الذي كان يبحث في شؤون الساعة، وقد استمرت بإعداد وتقديم البرنامج على مدار سبع سنوات، ومن خلال ذلك أصبحت طرفاً نشيطاً ومهماً في إعداد البرامج المطروحة للنقاش العام.
في أكتوبر عام 2000 تخلت عن العمل الإذاعي و«ريشت بيت» لتنضم إلى شبكة الأخبار في القناة الإسرائيلية الثانية، حيث قدمت هناك برنامج المقابلات «قابل الصحافة» وبرنامج «في الخامسة مع»، وكانت صاحبة زاوية خاصة في مواضيع المجتمع والاقتصاد في المجلة التلفزيونية «أستوديو الجمعة». وقد عبّرت من خلال زاويتها عن تحديها لأصحاب رؤوس المال، وكشفت عن العلاقات القائمة بين أصحاب رؤوس الأموال ورجال السياسة، وعارضت بشدة عمليات الخصخصة السريعة التي قادتها وزارة المالية، ولم تتوان عن مهاجمة أصحاب رؤوس الأموال. في تلك الفترة انضمت إلى شبكة «غالي تساهل» (شبكة بث إذاعية خاصة تابعة لالجيش الإسرائيلي)، لتقدم من هناك أيام الخميس من كل أسبوع برنامج أحداث الساعة مع رازي بركائي «ما بوعير».
اعتبرت يحيموفيتش صحافية صاحبة رأي وناقدة، تسعى إلى طرح مواضيع تعبر عن فكرها الشخصي دون أن تحاول وضع قناع من الموضوعية. ففي كثير من الأحيان خاضت في مواضيع اقتصادية واجتماعية من وجهة نظر اجتماعية-ديموقراطية، وفي مواضيع تخص مكانة المرأة (لأول مرة في الراديو في زمن ذروة الإصغاء)، وكذلك أوجدت قاعدة للحركات التي كانت تنادي بخروج الجيش الإسرائيلي من لبنان.

## السيرة السياسية
في 29 نوفمبر 2005 أعلنت يحيموفيتش اعتزالها العمل الصحفي ودخولها المعترك السياسي، والتنافس على مركز في قائمة حزب العمل للانتخابات السابعة عشرة. احتلت يحيموفيتش المركز التاسع في قائمة حزب العمل، وبعد الانتخابات - في 28 مارس 2006، أصبحت عضواً في الكنيست، ثم انتخبت عضواً في اللجنة المالية ولجنة مراقبة الدولة، وحتى عام 2008 كانت قد ترأست لجنة حقوق الطفل.
في الانتخابات التمهيدية لحزب العمل في ديسمبر 2008، احتلت يحيموفيتش المركز الرابع من بين المتنافسين، وقد حصلت بالفعل على المركز الخامس في قائمة الحزب لانتخابات الكنيست الثامنة عشرة (احتفظ إيهود باراك بمركزه الأول كرئيس الحزب دون منافسة في الانتخابات التمهيدية). وقد عملت يحيموفيتش في تلك الدورة من عضوية الكنيست كرئيسة لجنة الأخلاقيات وعضو في لجان المالية والعمل والرفاه والصحة.
في 21 سبتمبر 2011 انتخبت يحيموفيتش رئيسة لحزب العمل، وذلك بعد فوزها على عضو الكنيست عمير بيرتس في إطار الجولة الثانية من الانتخابات لرئاسة الحزب، حيث حصلت على أكثر من 54% من الأصوات.
في 9 مايو 2012، أصبحت يحيموفيش زعيمة المعارضة بعد انضمام حزب كديما إلى الائتلاف الحكومي.

## تشريع القوانين في الكنيست
تعتبر يحيموفيتش مشرعة نشيطة للغاية وحتى الآن (مايو 2012) تمت المصادقة على 40 قانوناً تقدمت به، معظمها في المجال الاقتصادي وحقوق العامل، ونظام الحكم، ومن أبرز هذه القوانين:
في فبراير 2007 تمت المصادقة على قانون حق العامل بالتمتع بمكان للجلوس في العمل، المعروف باسم «قانون عاملات الصناديق»، الذي يلزم صاحب العمل بتوفير مكان لعماله يجلسون فيه. وقد بادرت يحيموفيتش إلى طرح القانون مع زفولون أورلف من حزب "المفدال"، وجدعون ساعر من الليكود ومرينا سلودكين من حزب كاديما.
في مايو 2007 تمت المصادقة على تعديل القانون الذي يمدد إجازة الأمومة للنساء إلى 14 أسبوعاً. وقد بادر إلى طرح هذا التعديل على القانون كل من جدعون ساعر من «الليكود» ويحيموفيتش من حزب «العمل».
في يونيو 2007 تمت المصادقة على تعديل قانون ضريبة الدخل الذي يقلل من فترة الخدمة المطلوبة للجندي المسرح ليحظى بنقاط تخفيض في ضريبة الدخل بسبب الخدمة العسكرية.
في فبراير 2008 تمت المصادقة على تعديل قانون الكنيست الخاص بتسوية عمل ال «مروّجين»، والمعروف باسم «قانون اللوبي»، والذي يحدد قواعد السلوك وواجبات الكشف عن نوايا العاملين في الترّويج.
في يونيو 2008 تمت المصادقة على تعديل المادة 24 من قانون حماية الأجور، بحيث يضاف مطلب لعرض معلومات مفصلة في قسيمة الأجر وتشديد العقوبات بحق المتخلفين عن الدفع مقابل ساعات عمل إضافية، وتحويل واجب الإثبات في هذا الشأن في محكمة العمل من العامل إلى صاحب العمل.
في ديسمبر 2009 تمت المصادقة على تعديل قانون تعويضات الفصل عن العمل، الذي يمدد لمدة نصف سنة المدة المسموح بها للتوقف عن العمل دون المساس بحق التعويضات جراء الفصل.
في ديسمبر 2010 تمت المصادقة على تعديل لائحة قانون السير (رقم 98) الخاص بتوفير معلومات عن خدمات المواصلات العمومية، حيث يلزم هذا التعديل بإنشاء قاعدة بيانات حقيقية لكافة أنواع وسائل المواصلات في إسرائيل ووضع لافتات رقمية في محطات الحافلات بحيث تشير إلى موعد الوصول بالضبط.
في ديسمبر 2010 تمت المصادقة على تعديل قانون العَلَم ورمز الدولة، الذي ينص على ضرورة الالتزام بصنع علم الدولة في إسرائيل، وقد تقدمت يحيموفيتش بهذا المقترح مع عضو الكنيست أوفير أكونيس وأعضاء كنيست آخرين.
في ديسمبر 2010 تمت المصادقة على قانون الزي الأمني، الذي ينص على أنه يمكن لمصانع إسرائيلية أن تحظى بمناقصات صناعة الزي الأمني لقوى الأمن حتى لو كانت العروض التي تتقدم بها أعلى بنسبة 50% من أقل عرض تتقدم به شركات منافسة من خارج الدولة.
كافحت يحيموفيتش إلى جانب وزير المالية شتاينتس للمصادقة على نتائج لجنة «شيشنسكي» حول موضوع الضرائب المفروضة على استخراج النفط والغاز الطبيعي.

## نشاطها على ساحة مواقع التواصل الاجتماعي
تملك يحيموفيتش موقعاً شخصياً على الشبكة العنكبوتية، ولها صفحتها الخاصة على موقع فيس بوك تدوّن بها تعليقاتها على الأحداث الجارية في إسرائيل والعالم. وتقف يحيموفيتش عبر الصفحة عند محطات مهمة في مسيرتها السياسية، وتتواصل مع معجبين بصفحتها بدون انقطاع، والذين بلغ عددهم حتى هذه الساعة (يونيو 2012): 24409.

## كتب من تأليفها
إلى جانب عملها كصحافية، كتبت يحيموفيتش روايتين (إعداد تسرويا شليف):
«امرأة رجل»- إصدار كشت، تل أبيب، 2001.
«لهو أزواج» إصدار كشت، تل أبيب، 2003.
كذلك قامت يحيموفيتش بنشر «الأنتولوجيا» من إعدادها حول خطاباتها ومقالاتها على مر السنين، مثال على ذلك:
«نحن»: عن الاقتصاد والمجتمع والأخلاق والوطنية الإسرائيلية، إصدار عام عوفيد، 2011.